# Viking (cavalo)
Viking (Sint-Oedenrode, 14 de maio de 2002) é um cavalo castrado castanho, montado em saltos pelo cavaleiro inglês Michael Whitaker. É neto de Ramiro Z, com o seu característico nariz branco, conquistou a medalha de ouro por equipas no Campeonato da Europa de Saltos de 2013.

## Biografia
Viking nasceu em 14 de maio de 2002, na cidade de Sint-Oedenrode, Holanda. Viking é um cavalo castrado castanho, registrado no studbook KWPN. Ele mede 1,63 metros. Ele tem uma ponta muito característica do nariz branco.
Viking é filho do Jacomar de Ramiro Z, e da égua Prinses, de Almox Prints.

## História

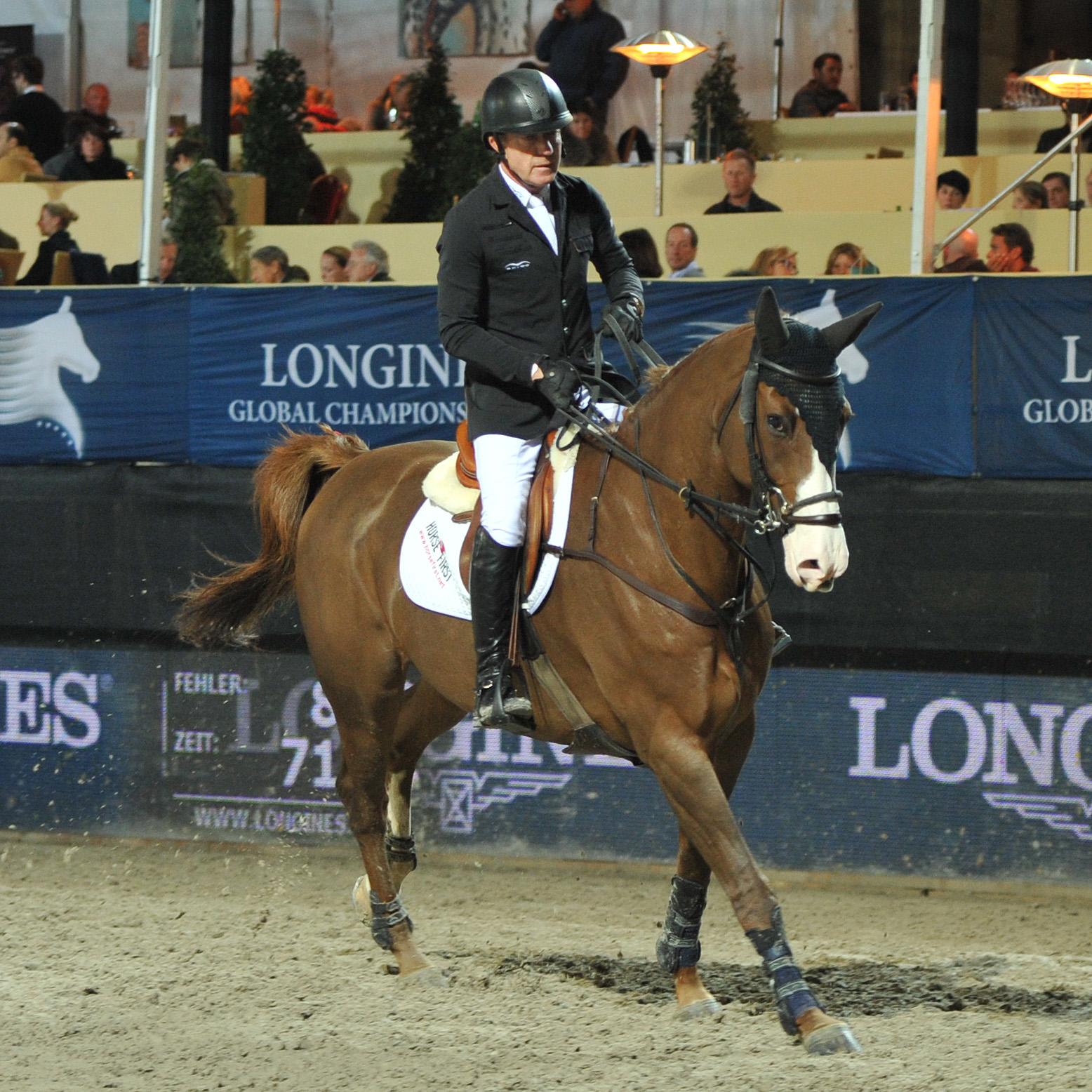
Michael Whitaker e Viking no palco do Global Champions Tour em Viena em 2013.

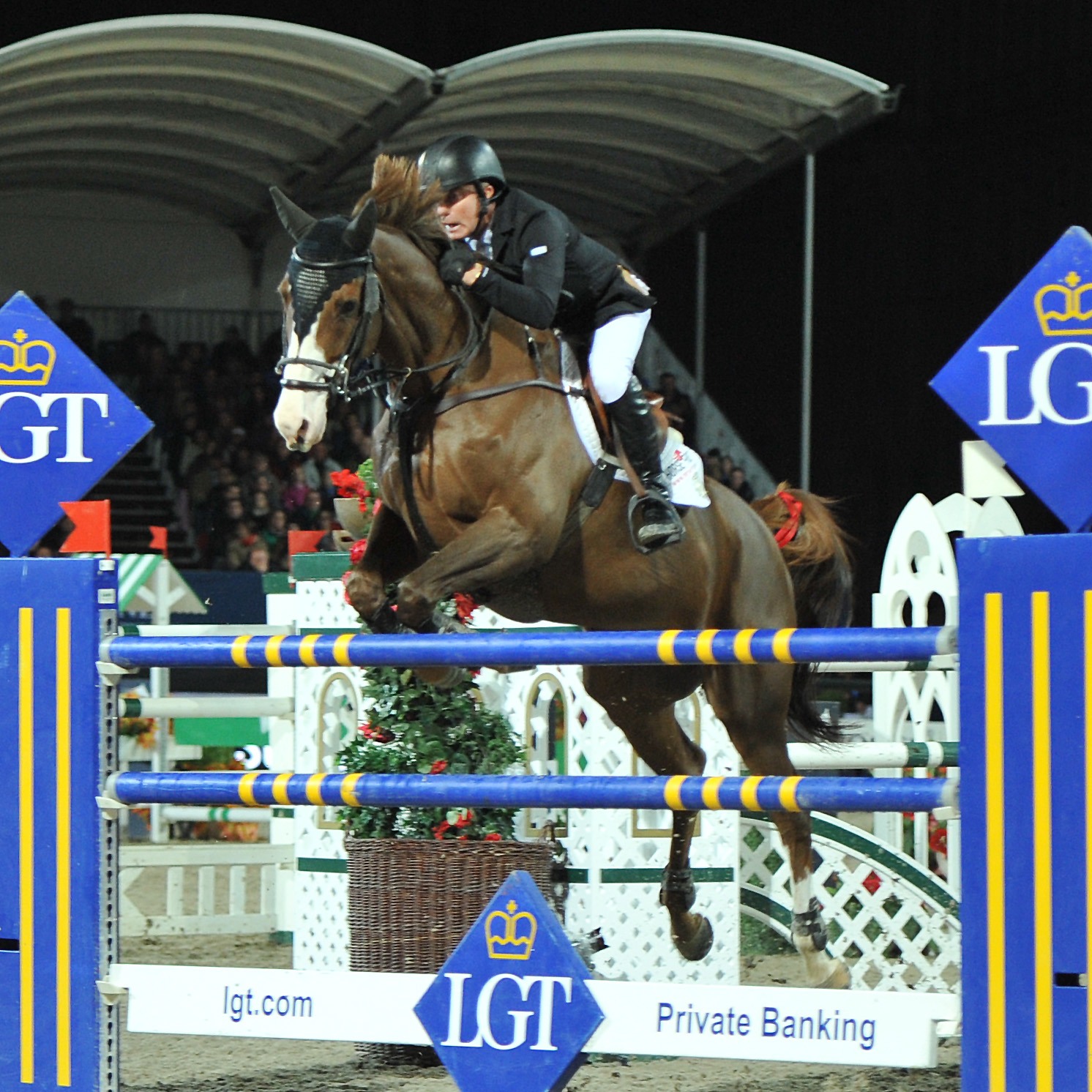
Viking pulando sob um obstáculo em 2013.

O Viking nasceu em 14 de maio de 2002 na criação do Sr. Habraken, em Sint-Oedenrode, na Holanda.
Para os Jogos Olímpicos de Verão de 2012 em Londres, Michael Whitaker foi reserva para a equipe britânica de saltos com Viking, que foi selecionado sobre o lesionado Amai. O casal estava participando dos Jogos Equestres Mundiais de 2014 em Caen. Em dezembro de 2015, Whitaker e Viking conseguem uma vitória controversa no Olympia de Londres, na sequência da desqualificação de Bertram Allen, cuja montaria apresentava vestígios de sangue. Em 2017, o Viking foi retido na inspeção veterinária do Campeonato Europeu da FEI.